# Eupeodes corollae
Eupeodes corollae là một loài ruồi trong họ Ruồi giả ong (Syrphidae). Loài này được Fabricius mô tả khoa học đầu tiên năm 1794. Eupeodes corollae phân bố ở vùng Cổ Bắc giới (Đan Mạch)

## Hình ảnh

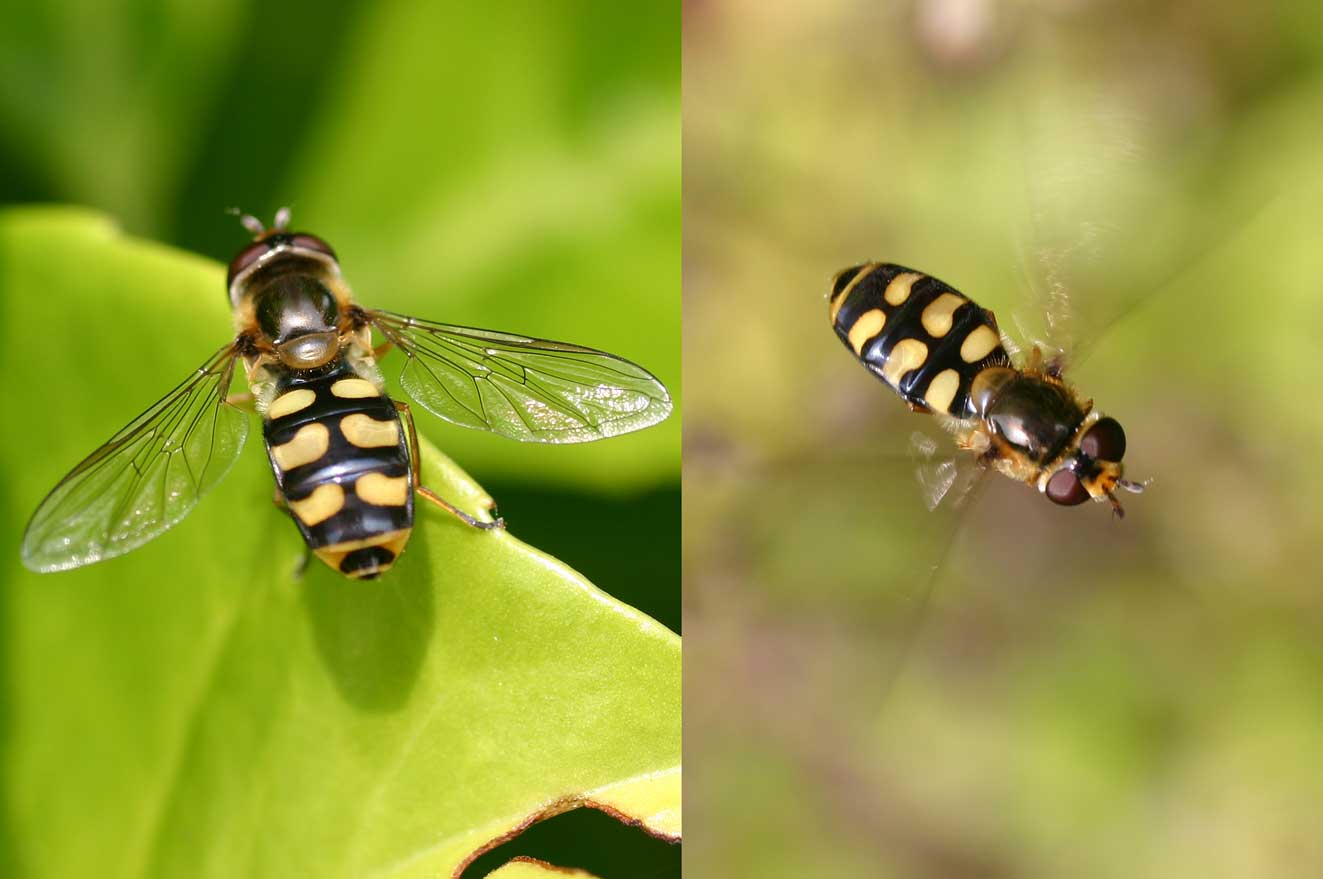
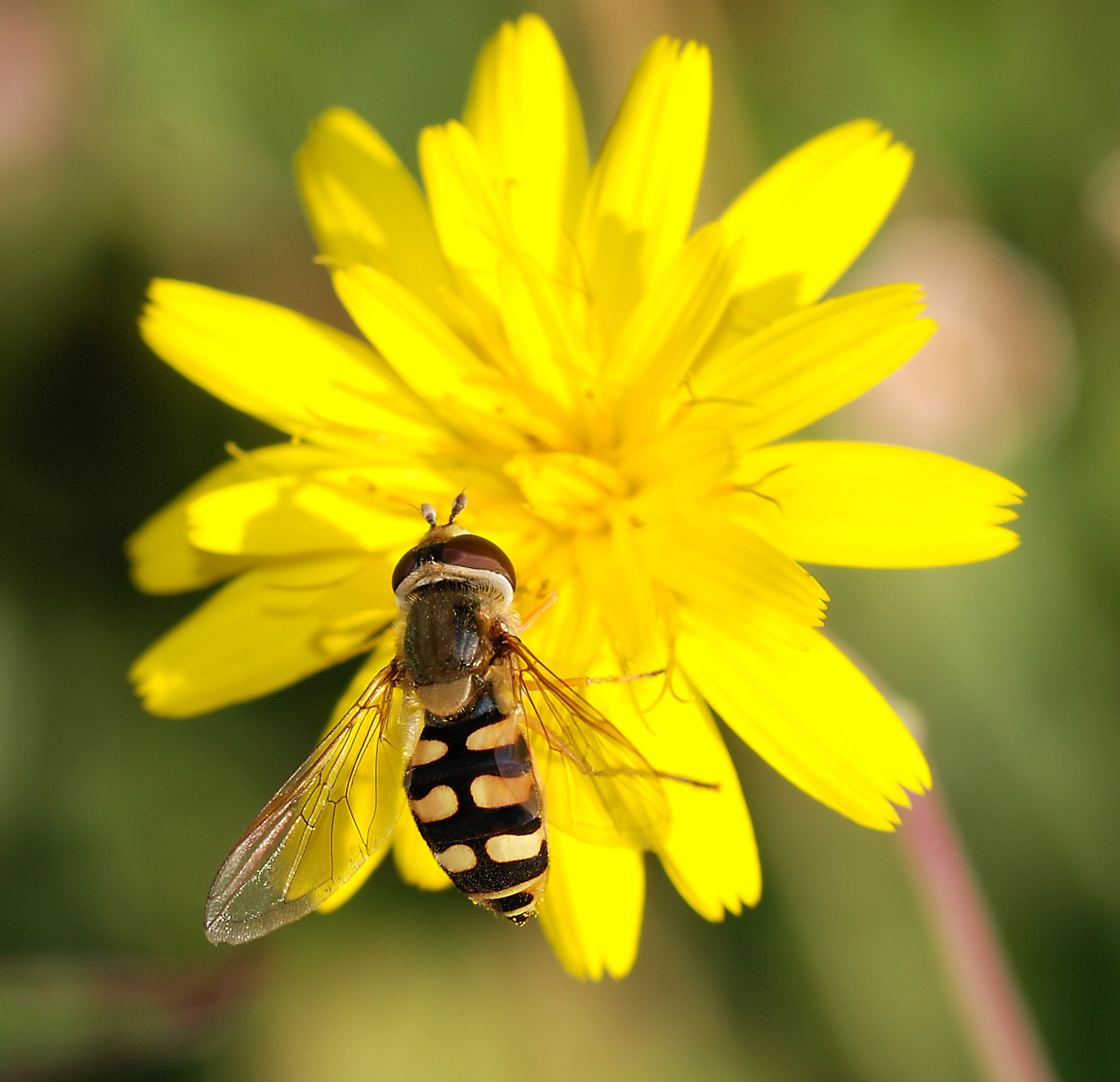